# Linia kolejowa Amsterdam – Zutphen
Linia kolejowa Amsterdam-Zutphen – linia kolejowa łącząca Amsterdam ze wschodnią Holandią. Linia została zbudowana przez Hollandsche IJzeren Spoorweg-Maatschappij (HIJSM) i biegnie z Amsterdamu do Hilversum - Amersfoort, Apeldoorn i Zutphen. Odcinek Amsterdam - Amersfoort jest również nazywany Gooilijn.
Linia została otwarta w następujących fragmentach:
- Amsterdam - Amersfoort: 10 czerwca 1874
- Amersfoort - Zutphen: 15 maja 1876